# Poziom (gry komputerowe)

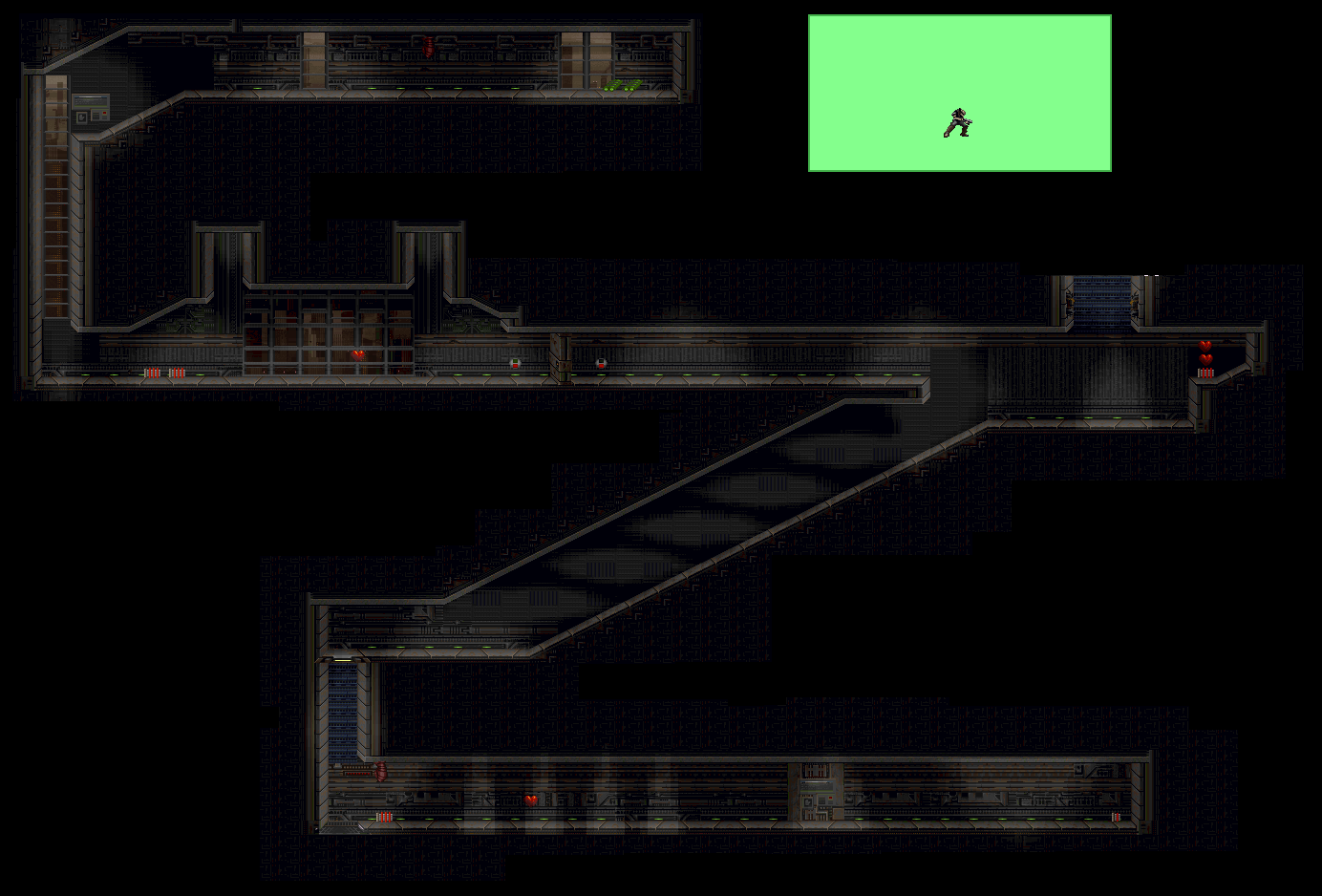
Przykład poziomu z gry komputerowej Abuse

Poziom, mapa, obszar, etap lub świat – pewien obszar gry dostępny dla gracza w trakcie wypełniania przez niego określonych zadań. Termin „poziom” może także odnosić się do poziomu trudności, który określa stopień trudności gry. W niektórych grach istnieją też poziomy bonusowe, na które gracz może wejść dzięki odnalezieniu tajnego przejścia bądź znalezieniu odpowiedniego przedmiotu.
Poziom w większości gier (szczególnie zręcznościowych) obejmuje pewien zamknięty etap gry, po zakończeniu którego najczęściej następuje przerwa w grze z możliwością obejrzenia dotychczasowych dokonań (zdobyte punkty, dodatkowe życia, przedmioty itp), czasem jest to jedyny moment, w którym możliwe jest zapisanie stanu gry, aby w przyszłości rozpocząć grę od tego miejsca. Ukończenie poziomu z reguły wynagradzane jest dodatkowymi punktami lub dodatkowym życiem bądź energią dla kierowanej przez gracza postaci.
Kolejne poziomy gry są najczęściej coraz trudniejsze i różnią się od poprzednich poziomów takimi cechami, jak:
- inna, najczęściej większa mapa do przejścia,
- krótszy czas wymagany do ukończenia z sukcesem danego poziomu,
- większa liczba przeszkód czy przeciwników do pokonania,
- większa szybkość gry.

Poziomy do gier tworzone są za pomocą edytora poziomów przez projektantów poziomów.

## Inne nazwy
W grach komputerowych i wideo występują również inne nazwy oznaczające jeden zamknięty obszar gry niż poziom:
- etap, faza (stage, phase): nazwa najczęściej występująca w grach arcade
- runda (round): podobnie jak etap/faza z tym, że odnosząca się do gier typu bijatyki
- strefa, akt (zone, act): nazwa głównie występująca w grach 2D z serii Sonic the Hedgehog
- fala (wave): podobnie jak etap/faza z tym, że odnosząca się do gier, w których gracz musiał eliminować za każdym razem coraz więcej przeciwników (kolejną "falę" przeciwników)
- świat (world): nazwa odnosząca się do gier, w których poziomy są podzielone na kilka grup (światów), a poziomy w jednej grupie charakteryzują się jednym stylem (np. Super Mario Bros)
- misja (mission): nazwa najczęściej występująca w grach, w których gracz ma do wykonania jakiś konkretny cel oraz w grach wojennych